# Ulrich Hahn
Pour les articles homonymes, voir Hahn.
Ulrich Hahn, né le 5 novembre 1955 à Elbingerode, est un lugeur est-allemand. Il a pratiqué ce sport au plus haut niveau durant les années 1970 et 1980. Il a notamment remporté deux titres en double aux Championnats du monde avec son frère Bernd Hahn.
Il est le mari de la championne olympique d'aviron Christine Scheiblich.

## Palmarès
| Compétitions / Année             | 1973 | 1974 | 1975 | 1976 | 1977 | 1978 | 1979 | 1980 | 1981 |
| -------------------------------- | ---- | ---- | ---- | ---- | ---- | ---- | ---- | ---- | ---- |
| Jeux olympiques d'hiver (Double) |      |      |      | 16e  |      |      |      | 4e   |      |
| Championnats du monde (Double)   |      | 1er  |      |      |      |      |      |      | 1er  |
| Championnats d'Europe (Double)   | 2e   |      | 3e   |      |      | 2e   |      | 2e   |      |